# Ali Kerboua
Ali Kerboua est un joueur algérien de volley-ball, né le 17 avril 1983 à Blida (Algérie). Il mesure 1,97 m et joue réceptionneur-attaquant,.

## Clubs
| Club                   | Pays                | De        | À         |
| ---------------------- | ------------------- | --------- | --------- |
| USM Blida              | Algérie             | 2000-2001 | 2003-2004 |
| Mouloudia Club d'Alger | Algérie             | 2004-2005 | 2005-2007 |
| Marseille Volley 13    | France              | 2007-2008 | 2007-2008 |
| Al Nasr Dubaï          | Émirats arabes unis | 2008-2009 | 2008-2009 |
| Nancy-Maxéville VB     | France              | 2010-2011 | 2011-2012 |
| NR Bordj Bou Arréridj  | Algérie             | 2012-2013 | 2014-2015 |
| Mende VL               | France              | 2015-2016 | 2017-2018 |

## Palmarès

### En club
USM Blida
- Vainqueur de la Coupe d'Afrique des clubs vainqueurs de coupe : 2002
  - Finaliste : 2003
- 3e Coupe arabe des clubs champions  : 2001
- Vainqueur du Championnat d'Algérie: 2001، 2002
- Vainqueur de la Coupe d'Algérie : 2002
  - Finaliste : 2001، 2004

 MC Alger
- Vainqueur de la Coupe d'Afrique des clubs champions : 2007[4]
  - 3e : 2006
- Vainqueur du Championnat d'Algérie: 2006 ، 2007
- Vainqueur de la Coupe d'Algérie : 2007[5]
  - Finaliste : 2006[6]

 Al Nasr Dubaï
- Vainqueur de la Coupe des Émirats arabes unis : 2008
- Vainqueur du Championnat des Émirats arabes unis :2009
- Finaliste de la Coupe des vainqueurs de coupes du Golfe  :2008
- Quatrième de la Coupe d'Asie des clubs champions de volley-ball : 2008 ، 2009

 NR Bordj Bou Arréridj
- Vainqueur de la Coupe d'Algérie  :2015[7].

 Mende VL
- Champion de France N2 : 2016
- Vainqueur Coupe de France (amateur) : 2017

### Enéquipe d'Algérie
- Championnat d'Afrique
  -  Finaliste en 2009
  - Quatrième :2003، 2011
- Troisième du championnat arabe : 2006
- 6e aux Jeux méditerranéens : 2013

## Distinctions individuelles
- Meilleur contreur de Championnat d'Afrique 2009